# Markus Faller

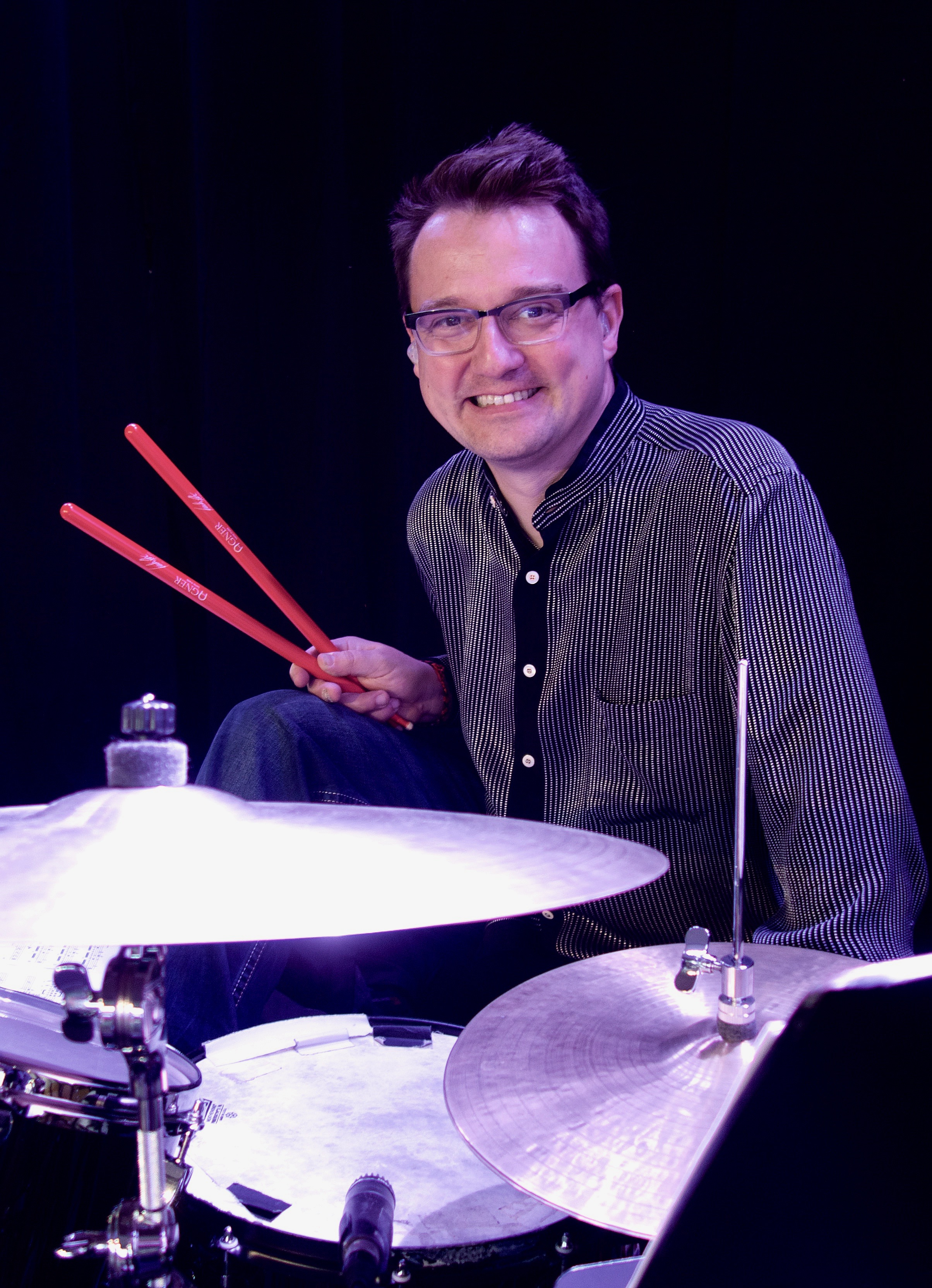
Markus Faller at the "Jazztival Bühl", Germany 2019.

Markus Faller (* 31. Oktober 1974 in Rastatt) ist ein deutscher Schlagzeuger, Perkussionist, Schlagzeuglehrer und Autor.

## Leben und Wirken
Markus Faller erhielt seinen ersten Musikunterricht ab 1979 in der Musikschule Rastatt und begann dort ab 1986 mit dem Schlagzeug-Studium. Dort lernte er auch seinen langjährigen Mentor und Schlagzeuglehrer Joe Koinzer kennen, bei dem er bis 1996 regelmäßig Unterricht nahm. Parallel dazu nahm er Unterricht bei Hermann Mutschler und Klaus Kugel.
Faller studierte Jazz-Perkussion an der Musikhochschule Mannheim. Zu dieser Zeit war er Mitglied des Bundesjazzorchesters unter der Leitung von Peter Herbolzheimer. Seit 1994 arbeitet Faller regelmäßig mit dem Jazz-Trompeter Thomas Siffling in dessen Thomas Siffling Quartet, der Thomas Siffling Group und dem Thomas Siffling Trio. Im Rahmen einer Tournee der Thomas Siffling Group kam es 2001 zu einer Rundfunkaufzeichnung für den Bayerischen Rundfunk. Es folgten mehrere Aufzeichnungen, unter anderem für den WDR und den SWR. Mit dem Thomas Siffling Trio folgten weltweite Tourneen und Festivalauftritte.
1995 begann seine Arbeit mit dem deutschen New-Orleans-Musiker Wim Mauthe und dessen Band, in der er mit dem Pianisten Jon Marks zusammenspielte. Im Oktober 1998 startete seine Konzert- und Aufnahmetätigkeit mit dem Gitarristen Friedemann Witecka und dessen Projekt Friedemann.
Faller spielte bei Aufnahmen verschiedener Bands. Seit 1992 unterrichtet er Schlagzeug und Perkussion als Privatlehrer und ist seit 2001 Dozent an der Städtischen Musikschule und Musikakademie in Germersheim. Im Zuge seiner Unterrichtstätigkeit veröffentlichte er 2003 ein Schlagzeug-Lehrbuch mit dem Titel „Floating Feet“. Er erläutert in dem Buch eine Methode, die er in seiner Zeit mit Hermann Mutschler erarbeitet hat.
Im Januar 2015 veröffentlichte Faller eine autobiografische Erzählung mit dem Titel „Ein Knalltrauma“.

## Auszeichnungen und Preise
- 1999 Preis der Deutschen Schallplattenkritik im Bereich Jazz der Vierteljahresliste für das Album „Suites“ der Gruppe Pipes & Phones.
- 1999 Jazz Award in Gold für das Album „Passion and Pride“ von Friedemann Witecka (u. a. mit Philippe Geiss und Emmanuel Séjournée).
- 2000 Gewinner des Daimler Chrysler Talent Wettbewerbs in der Sparte Jazz mit dem Thomas Siffling Quartett (u. a. mit Rainer Böhm).
- 2001 Pipes & Phones (mit Peter Schindler und Peter Lehel): Bestes Ensemble beim Wettbewerb Jazz and Churchorgan in Hannover.

## Publikationen
- mit Hermann Mutschler: Floating Feet. Musiknoten. MPM Verlag 2003, ISBN 3-00-011979-5.
- Jazzübungen am Schlagzeug. Videos auf youtube, 2016.
- Ein Knalltrauma. Badner, Rastatt 2015, ISBN 978-3-944635-10-1.

## Diskografie (Auswahl)
- Soft Wind – Thomas Siffling Jazz Quartett
- Change – Thomas Siffling Trio
- Stories – Thomas Siffling Group
- Kitchen Music – Thomas Siffling Trio
- Cruisen – Thomas Siffling Trio
- Personal Relations – Thomas Siffling Trio
- Passion And Pride – Friedemann
- The Concert – Friedemann
- Stories – Friedemann
- Echoes Of A Shattered Sky – Friedemann
- Asian Habanera – Saltacello
- Joking Barber – Saltacello
- Great Son – Saltacello
- Best Of Saltacello – Saltacello
- Suites – Pipes & Phones (mit Herbert Joos)
- Missa – Pipes & Phones
- Sings Shakespeare Sonnets – Caroll Vanwelden
- Tiru – Roland Schaeffer Trio
- Musaik – Roland Schaeffer Trio
- In Concert – Wim's Paradies Jazzband
- Adagio – Herbert Joos
- Boleros – Wolfgang Meyer & Peter Lehel
- Songs From The Seas – Anne Wylie